# Forêts sempervirentes subtropicales du plateau du Yunnan
Localisation
Les forêts sempervirentes subtropicales du plateau du Yunnan forment une écorégion terrestre définie par le Fonds mondial pour la nature (WWF). Celle-ci fait partie du biome des forêts de feuillus humides tropicales et subtropicales dans l'écozone paléarctique.